# Saint-Martin-de-Lerm
Saint-Martin-de-Lerm település Franciaországban, Gironde megyében. Lakosainak száma 160 fő (2022. január 1.). Saint-Martin-de-Lerm Saint-Martin-du-Puy, Bagas, Camiran, Landerrouet-sur-Ségur, Loubens és Saint-Hilaire-du-Bois községekkel határos.

## Népesség
A település népessége az elmúlt években az alábbi módon változott:
| Lakosok száma | 155  | 122  | 104  | 137  | 141  | 137  | 143  | 154  | 155  | 160  |
|               | 1968 | 1982 | 1990 | 2006 | 2013 | 2015 | 2017 | 2019 | 2020 | 2022 |